# Колодязь Якова
Колодязь Якова (криниця Якова; івр. באר יעקב, Be'er Yaaqov, Беер Яааков; грец. Φρέαρ του Ιακώβ, Frear tou Yaqov; араб. بئر يعقوب,, Bir Ya'qub, Бір-Якуб; також відомий як Фонтан Якова) — висічений у скелі глибокий (близько 35 м) колодязь у Шхемі (івр. שכם; Наблусі).
У релігійній традиції колодязь асоціюється з Яковом (сином Ісаака) більше двох тисячоліть. Він розташований недалеко від археологічних розкопок Тель-Балата (імовірно, біблійного Сихема) на північно-західній стороні гори Грізім (Гарізім).

## Історія
Зазначений колодязь позначає саме ту ділянку поля, яку купив Яків за сто монет у синів Емора і на якій поставив жертовника Богу Ізраїлеву.
Пригода в Сихемі
| І Яків, коли він прийшов із Падану арамейського, прибув спокійно до міста Сихем у Краї ханаанському, і розта́борився перед містом. —Буття 33:18. |
| І кістки Йосипа, які винесли сини Ізраїлеві з Єгипту, поховали в Сихемі, на ділянці поля, що купив Яків у синів Емора, батька Сихема, за сто монет і яке дісталося в спадок синам Йосиповим. — Ісус Навін 24:32. |
| Там була Яковова криниця. Ісус, дорогою зморений, сів біля криниці. Було близько шостої години. —Апостол Іван (Євангеліє від Івана 4:6). |

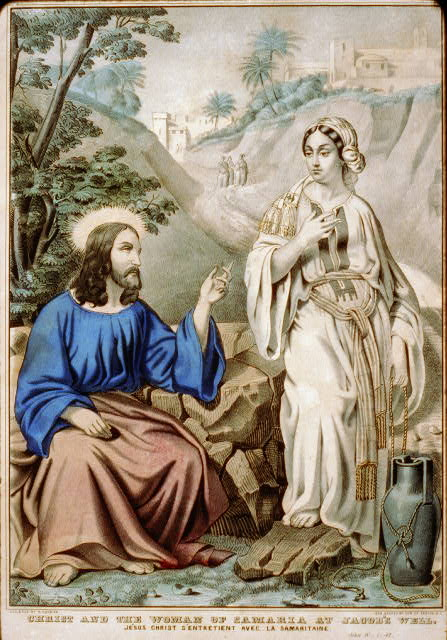
Ісус та самарянка біля криниці Якова

За новозаповітною традицією біля цього колодязя відбулася зустріч Ісуса з самарянкою, що описана у Євангелії від Івана.

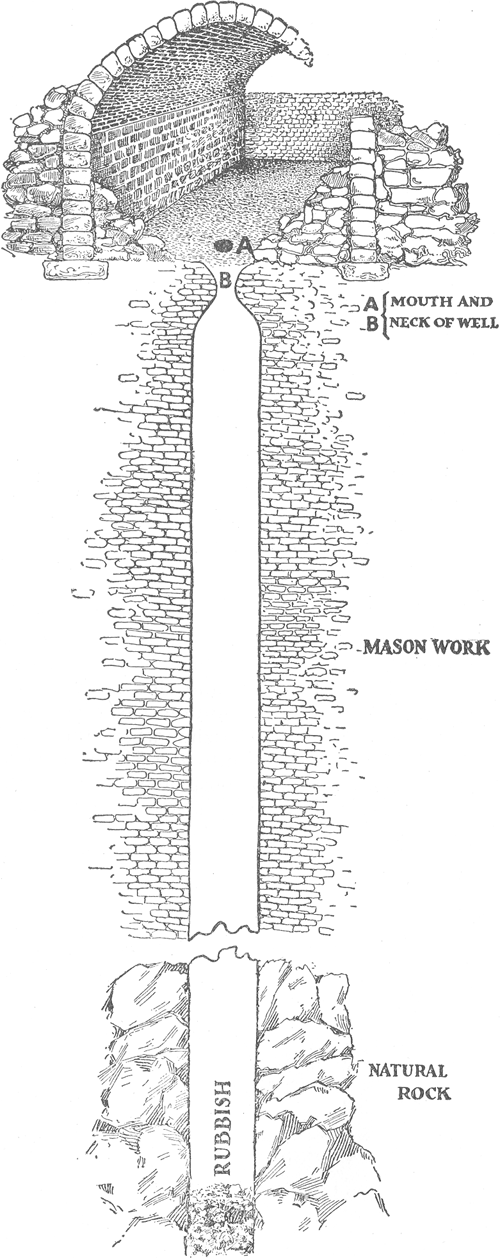
Поздовжній розріз свердловини

Над колодязем колись стояла церква візантійських часів, але від неї залишилися кілька уламків. На початок XX-го століття колодязь був оточений хлібними полями. Він виритий в скелі, з кам'яним склепінням поверх, і має дуже вузький отвір.
На даний час[коли?] колодязь Якова знаходиться у крипті під вівтарем великого монастирського храму, присвяченого Фотинії Самаритянці. Монастир Криниці Якова належить Єрусалимському Патріархату.
Сам колодязь шанується і юдеями та самаритянами, і християнами, і мусульманами.
Тут у 1979 році психічно хворим фанатиком на релігійному ґрунті був убитий ігумен Філумен, після чого вбивця осквернив храм, завдавши і матеріальний збиток. Тим самим убивцею у 1982 році в цьому монастирі була поранена черниця.

## Галерея

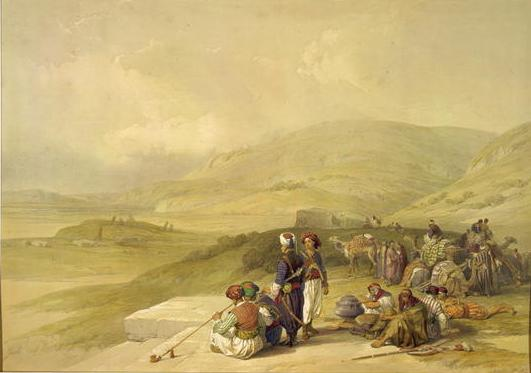
малюнок Яковової криниці, 1839 рік. (Бібліотека Конгресу)
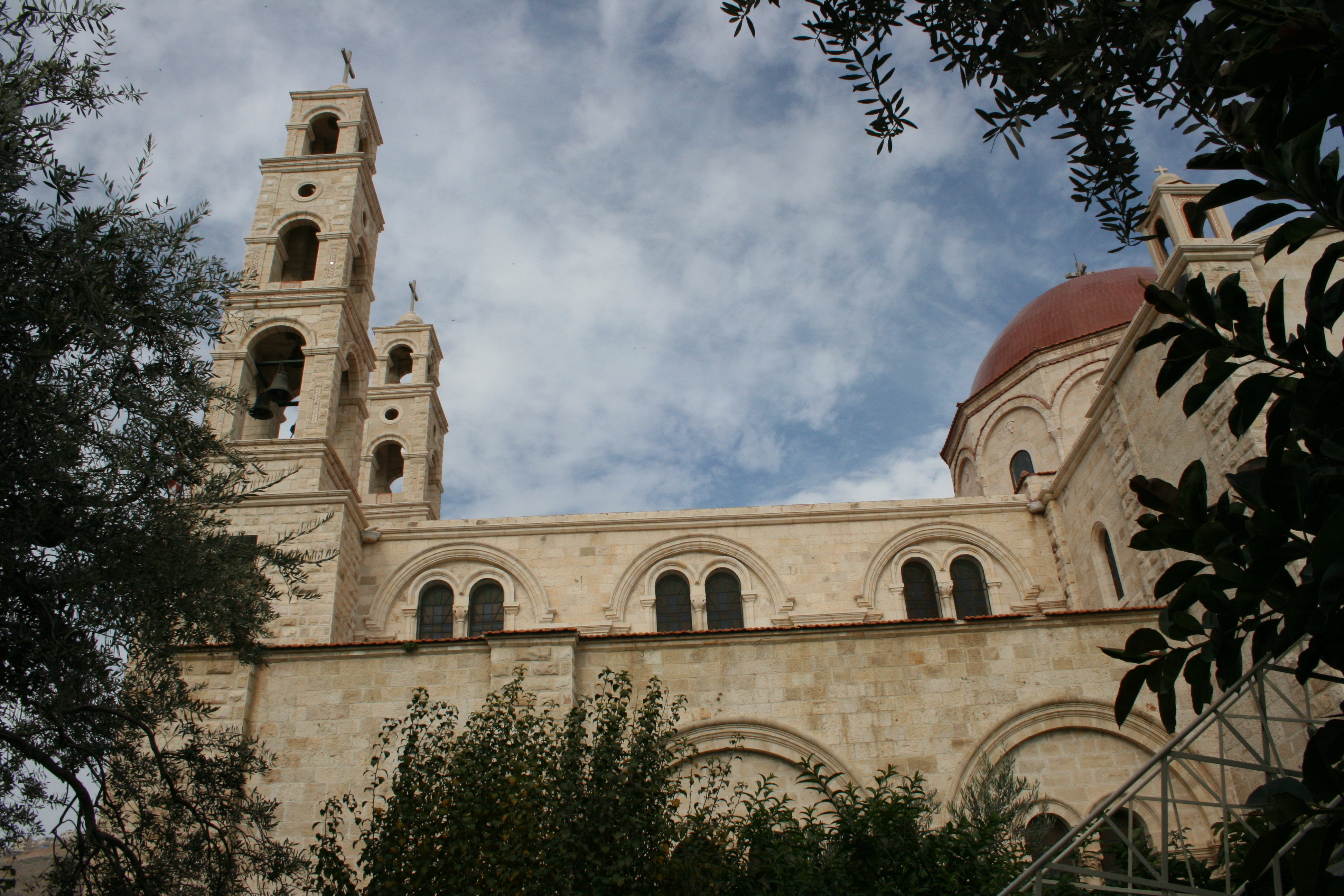
церква Бір-Якуб (Наблус)
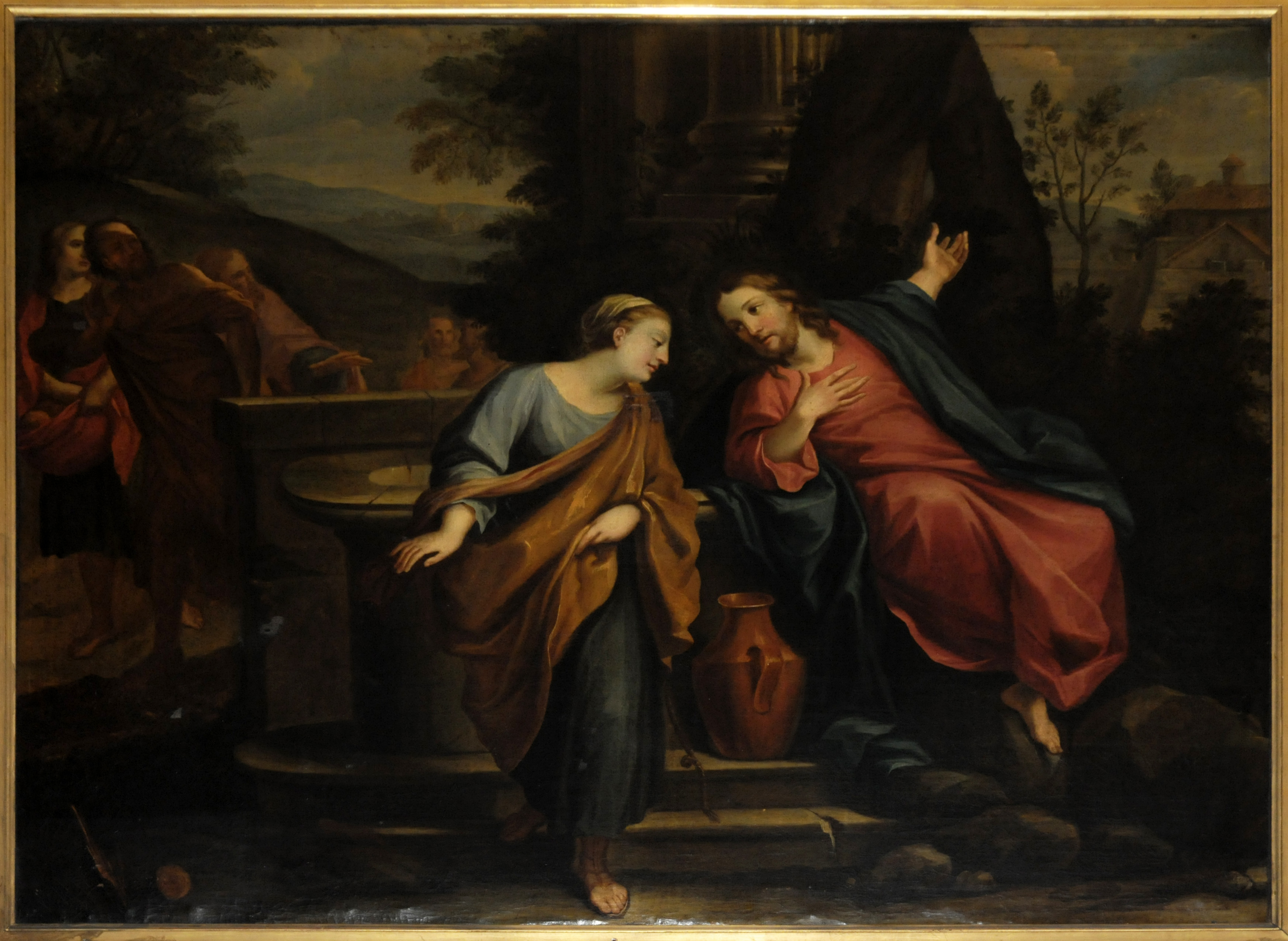
„Le Christ et la Samaritaine“, автор невідомий (мистецтво Франції) XVII ст.
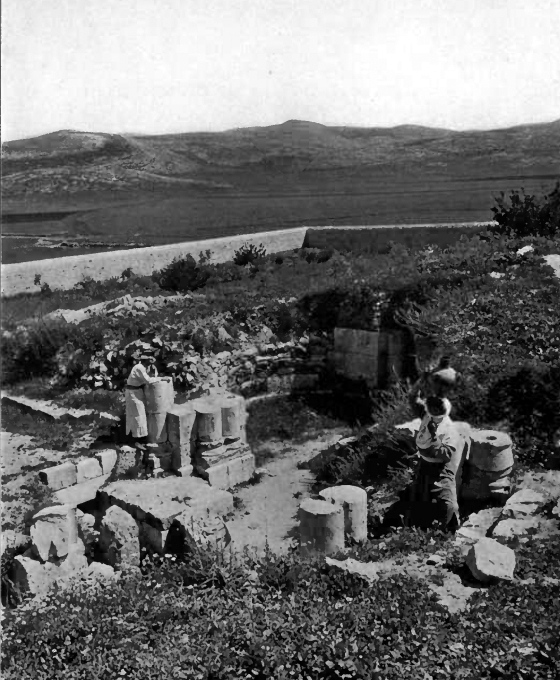
Nablus, Jacob Well. 1912.
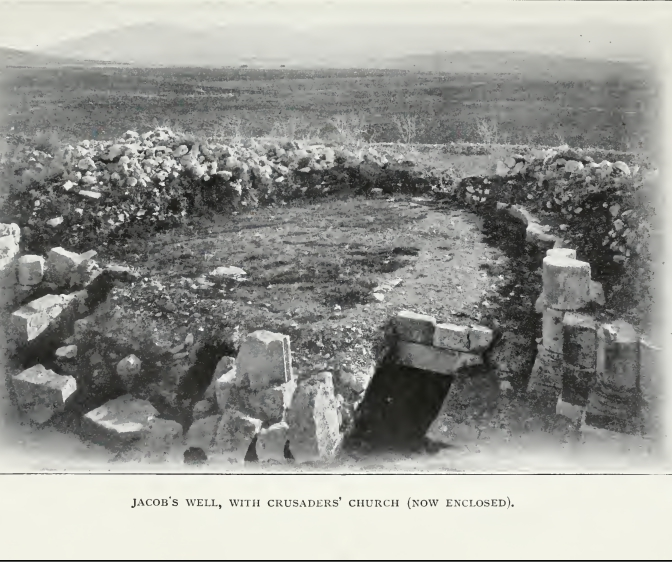
Яковів колодязь, Наблус 1913. Священні місця Євангелія Oxford : Clarendon Press
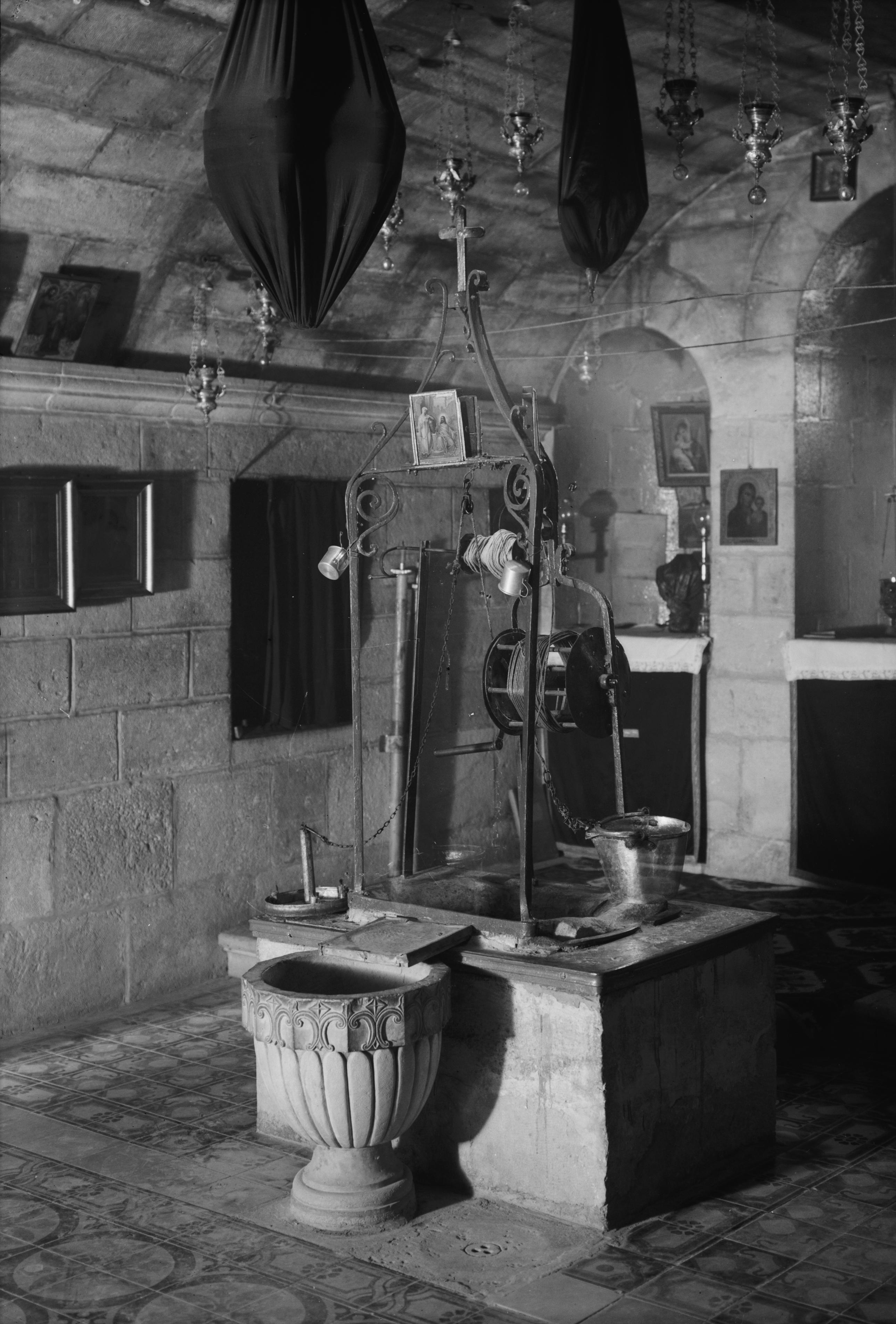
באר יעקב 1934